# هومونهون (جزيرة)
هومونهون (بالإنجليزية: Homonhon) هي جزيرة تقع في إقليم بيسايا الشرقية، ضمن مقاطعة سامار الشرقية في الفلبين، وتطل على بحر الفلبين، تُعد الجزيرة من المواقع التاريخية البارزة، إذ كانت من أولى النقاط التي رسى فيها المستكشف البرتغالي فرناندو ماجلان خلال رحلته حول العالم في عام 1521، قبل وصوله إلى جزيرة ليماساوا.

## نبذه
تبلغ مساحة الجزيرة نحو 105 كيلومترات مربعة، وهي تضم عدة بلدات صغيرة تتبع إدارياً لبلدية غويوان، تتميز الجزيرة بسواحلها الصخرية والشواطئ الهادئة، كما تحيط بها مياه صافية وشعاب مرجانية، ما يجعلها موقعًا مناسبًا للغوص ومراقبة الحياة البحرية.
تتميز هومونهون بطبيعتها الساحلية الهادئة وشواطئها الرملية، مع قرى صغيرة تعتمد على الصيد والزراعة، ورغم بعدها النسبي، تجتذب الجزيرة الزوار المهتمين بالتاريخ والاستكشاف الطبيعي، لا سيما أولئك الذين يزورونها في إطار جولات ثقافية أو بيئية.